# توموکی ایمای
توموکی ایمای (انگلیسی: Tomoki Imai؛ زادهٔ ۲۹ نوامبر ۱۹۹۰) بازیکن فوتبال اهل ژاپن است.
از باشگاه‌هایی که در آن بازی کرده‌است می‌توان به باشگاه فوتبال کاشیوا ریسول اشاره کرد.